# Sornàs
Sornàs és un nucli de població del Principat d'Andorra situat a la parròquia d'Ordino. L'any 2009 tenia 175 habitants.
Hom descobrí prop de Sornàs uns gravats rupestres que semblen de l'edat del bronze.